# Intermedijarni filament
Intermedijarni filamenti su sastavni dio staničnog kostura u stanica većine životinjskih vrsta. Sastav im tvori obitelj srodnih bjelančevina zajedničkih strukturnih osobina. Intermedijarni filamenti su prosječna promjera od 10 nanometara, što je između 7 nm aktinskih filamenata (mikrofilamenata) i 25 nm mikrocjevčica, premda su u početku označeni kao intermedijarni, jer im je prosječni promjer bio između užih aktinskih filamenata i širih, miozinskih filamenata u mišićnim stanicama. Većina vrsta intermedijarnih filamenata su citoplazmeni, ali jedna vrsta laminski su jezgrini.
Intermedijarne filamente grupiramo u šest skupina.
U razred V intermedijarnih filamenata ubrajamo lamin, vlaknastu bjelančevinu koja omogućuje strukturnu funkciju i transkripcijsko reguliranje u staničnoj jezgri.